# Tragédie bovine
Tragédie bovine est le 17e épisode de la saison 19 de la série télévisée d'animation Les Simpson.

## Synopsis
Lorsque Bart découvre que Martin conduit une moissonneuse batteuse dans le cadre des activités du 4-H Club, un organisme de jeunesse dont il fait partie, cela lui donne envie de rejoindre le groupe à son tour. Les enfants du club doivent s'occuper de jeunes veaux ; Bart baptise le sien Lou et ils deviennent vite inséparables. Mais quand Bart apprend que Lou va devoir finir à l'abattoir il décide de le sauver.

## Références culturelles

L'emblème de l'association de formation agricole 4-H (Head, Heart, Hands, and Health = "Tête, cœur, mains, et santé"), dont la devise est "Learn to do by doing" ("Apprends à faire en faisant")

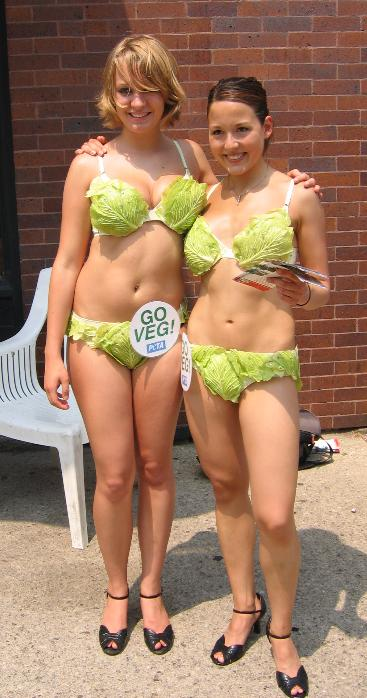
Colombus (Ohio) : jeunes militantes de la PETA imitant Pamela Anderson, membre célèbre de la PETA, qui a posé avec le même déguisement de laitue, sous le slogan "Turn over a new leaf, try vegetarian" ("Tournez la feuille, devenez végétarien")